# 岐阜県道322号畑佐和良線

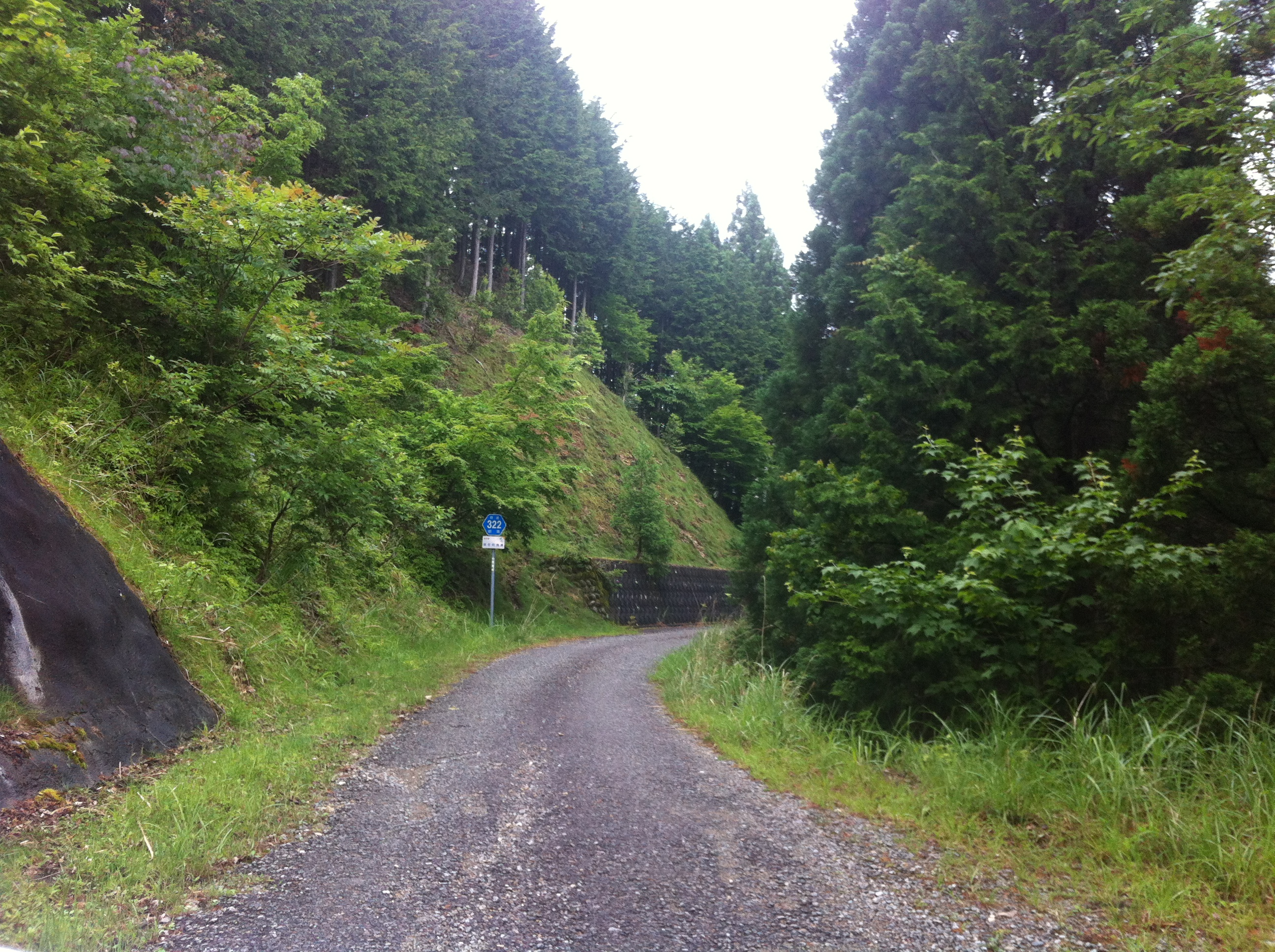
明宝畑佐地内

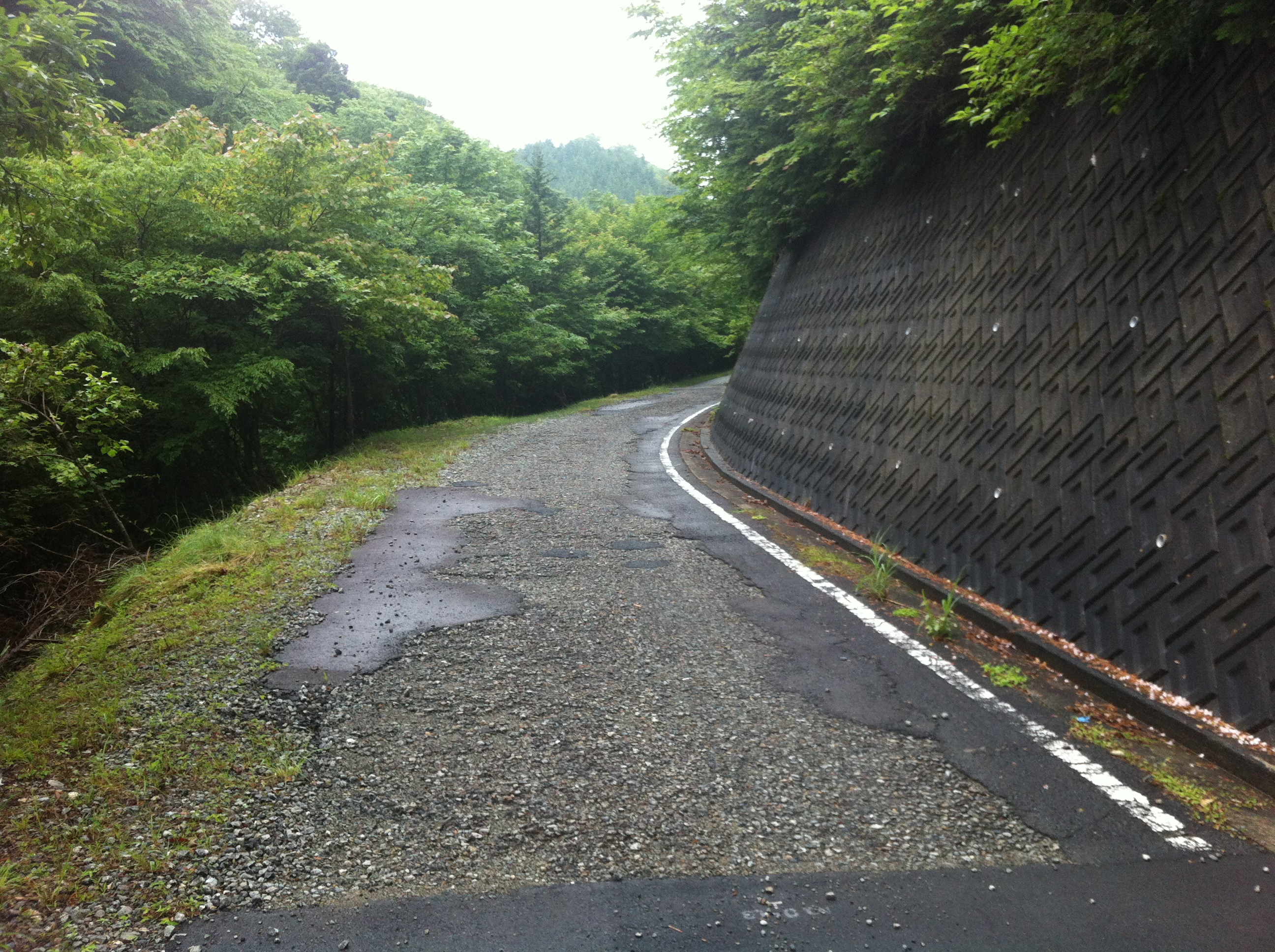
和良町土京地内

岐阜県道322号畑佐和良線（ぎふけんどう322ごう はたさわらせん）は、かつて岐阜県郡上市内を通っていた一般県道である。

## 概要
2012年（平成24年）にふるさと林道和良・明宝線が開通する以前は郡上市明宝（旧郡上郡明宝村）と同市和良町（旧郡上郡和良村）を直接結ぶ唯一の道路であった。
未舗装の区間が点在する。

### 路線データ
- 起点：岐阜県郡上市明宝畑佐[1]（岐阜県道86号金山明宝線交点）
- 終点：岐阜県郡上市和良町[1]安郷野（国道256号交点）

## 沿革
- 1977年（昭和52年）2月27日 ： 認定[2]
- 2021年（令和3年）10月27日 ： 廃止[1]
岐阜県道86号金山明宝線のめいほうトンネル開通に伴い、小川峠の県道86号旧道区間で接続する当路線を廃止し、県道86号とめいほうトンネル西側で接続し、当路線の西側を通るふるさと林道和良・明宝線を岐阜県道329号美並和良明宝線に認定した。

## 地理

### 通過する自治体
- 岐阜県
  - 郡上市

### 接続する道路
- 岐阜県道86号金山明宝線（郡上市明宝畑佐地内、小川峠付近）
  - 当路線廃止後、2022年（令和4年）4月1日に県道の指定から外れて郡上市道になっている[3]。
- 国道256号（郡上市和良町安郷野地内）

### 周辺
- 小川峠
- ふるさと林道和良・明宝線
- オオサンショウウオ生息地
- 和良岳